# José Ángel Aguirrebengoa
José Ángel Aguirrebengoa Imaz es un político del Partido Nacionalista Vasco, nacido en Alsasua (Navarra) en 1952. Fue alcalde y concejal en el Ayuntamiento de esta localidad, y fue presidente del Napar Buru Batzar, que es el máximo órgano de dirección del PNV en la Comunidad Foral y, como tal, miembro del "Euskadi Buru Batzar" de dicho partido. Fue parlamentario foral por Nafarroa Bai.

## Actividad profesional
Ingeniero técnico agrícola, trabajó en el sector agroalimentario desde 1976 hasta 1991, año en el que pasó a ser hasta el año 2003 director de Promoción y Desarrollo Rural de la sociedad pública Mendikoi, S. A., dependiente del Departamento de Agricultura del Gobierno Vasco. Socio fundador de la Cooperativa Cunícola de Navarra.

## Actividad política
En su localidad natal fue alcalde (1995-1999) cargo desde el que  impulsó, junto diversos alcaldes alaveses y guipuzcoanos, el desdoblamiento de la carretera nacional N-1 a su paso por Etxegarate; Del año 2000 al 2007 ocupó el puesto de concejal y de vocal de Ayuntamiento de Alsasua en Cerderna-Garalur.

### Cargos internos
- Miembro de la Asamblea Nacional del PNV de 1987 a 1991, fue presidente de la Comisión Agraria del Partido Nacionalista Vasco
- Miembro del Napar Buru Batzar del año 1991 a 2003.
- Fue candidato al Congreso de los Diputados.[2]

Fue, además, miembro de la Asamblea Permanente de la coalición Nafarroa Bai (en representación del PNV), siendo elegido parlamentario por esta coalición en las elecciones forales de 2007

## Ideología
Como máximo representante del PNV en Navarra realizó declaraciones públicas en las que expresó su condena de la violencia y defendió el derecho de los navarros a decidir su futuro

Navarra nunca será moneda de cambio porque sólo será lo que quieran los navarros.

Se mostró muy crítico con el "regionalismo" de UPN y. Por esta razón el PNV sufrido diversos ataques y amenazas en Navarra por parte de sectores de la denominada izquierda abertzale radical. También es favorable a la oficialidad del euskera en toda Navarra y de su normalización.
| Predecesor: José Antonio Urbiola | Presidente del Napar Buru Batzar 2004 - 2012 | Sucesor: Manuel Ayerdi Olaizola |